# Palacio del marqués de Santa Marta
El palacio del marqués de Santa Marta, más conocido como el palacio de los Guzmán, es un edificio del siglo XVIII ubicado en la calle del Realejo, número 7, de la ciudad española de Córdoba, Andalucía.

## Historia
Este solar en su origen estaba constituido en el siglo XV por un grupo de viviendas, conocido como de la Trinidad, propiedad de Diego Fernández de Córdova, del que todavía se conservan algunos arcos mudéjares.La última dueña de esta familia fue Leonor Fernández de Córdova Gudiel (f. 1729), casada con Juan Fernández de Córdova Ponce de León, descendiente de los señores de Montemayor. El verdadero constructor del palacio actual fue Martín Fernández de Córdoba Ponce de León (1714-1772), nacido en Barbastro por destino militar de su padre. Derribó las casas y construyó el actual palacio entre los años 1755 y 1768, según su testamento "por estar casi inhabitables cuando sucedí en los mayorazgos, labré a mis expensas las casas principales de mi mayorazgo que yo tengo reedificadas y en las que estoy haciendo mi morada y en las que llevo gastados 100.095 reales".
El nieto del fundador murió sin descendencia y la propiedad pasó a su sobrino Domingo Pérez de Guzmán (1800-1848), conde de Villamanrique y hermano del torero Rafael Pérez de Guzmán, siendo conocido desde entonces como palacio de los Guzmán. Así pues, más adelante, Enrique Pérez de Guzmán (f. 1902) contrajo matrimonio con María de la Concepción Gordón y Golfín (f. 1891), marquesa de Santa Marta y la mayor propietaria de Extremadura, de ahí el segundo nombre del palacio. Enrique Pérez de Guzmán fue republicano federal durante la Primera República española, diputado a Cortes entre 1868 y 1873, se encargó de gestionar el patrimonio de la Corona y fundó el diario La República.
En 1913, sus descendientes vendieron el palacio a Juan Ginés de Sepúlveda y Herruzo, cuya familia ha poseído la vivienda el último siglo, aunque apenas frecuentaron el inmueble.Tras el estallido de la Guerra civil española en 1936, la condesa de Hornachuelos, propietaria del inmueble, lo cedió al general franquista José Enrique Varela tras ser nombrado gobernador militar en Córdoba. Una placa ensalzaba su obra en la fachada hasta su eliminación en 2011 tras la aplicación de la Ley de memoria histórica. En 2006 se anunció un plan para convertirlo en un hotel, pero la crisis económica de 2008 paralizó el proyecto.Desde entonces, el palacio quedó totalmente abandonado, con quejas de roedores y desprendimientos.
Finalmente, a finales de 2024 fue adquirido por la empresa Grupo Gimeno, con sede en Castellón, para construir un hotel de cinco estrellas. En febrero de 2025, durante las obras de restauración, se encontraron tres granadas que fueron retiradas por los Tedax.